# Mädler (cráter marciano)

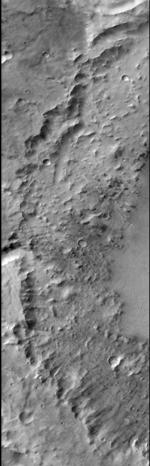
Brocal erosionado de Mädler, fotografía de la cámara CTX a bordo del Mars Reconnaissance Orbiter

Mädler es un cráter de impacto del planeta Marte, perteneciente al cuadrángulo Sinus Sabaeus. Debe su nombre al astrónomo alemán Johann Heinrich von Mädler. Cuenta con un diámetro de 124 km, y está localizado en las coordenadas 2.7°E 10.7°S.
Mädler y su colaborador Wilhelm Beer produjeron los primeros mapas razonablemente buenos de Marte a comienzos de los años 1830. Para esta tarea,  seleccionaron un elemento característico particular para señalar el meridiano cero de sus gráficos. Su elección se vio fortalecida cuándo Giovanni Schiaparelli utilizó la misma ubicación en 1877 para sus famosos mapas de Marte. Este elemento fue denominado más tarde Sinus Meridiani ("Bahía de en medio" o "Bahía del meridiano"), pero tras el aterrizaje de la sonda de la NASA MER-B Oportunity en 2004 es quizás más conocido como Meridiani Planum.
Mädler se halla al sur del Meridiani Planum, cerca del meridiano cero y aproximadamente 10° al este de Beer. Schiaparelli también pertenece a esta región.